# کشاورز (شاهین‌دژ)
کشاورزشهری در بخش کشاورز شهرستان شاهین‌دژ استان آذربایجان غربی است.
این شهر درمحل تلاقی رود دائمی جغاتی ورود فصلی اجرلو قرار گرفته است اقتصاد این شهر وابسته به کشاورزی بوده وانواع باغات میوه در اطراف ان دیده می شود کناره های رود جغاتی (زرینه رورد) درفصل تابستان پذیرای مسافران زیادی از شهرهای اطراف مانند میاندواب بناب ملکان  تبریز  وحتی دیگر شهرهای دورونزدیک می باشد

## مختصات
کشاورز در ۳۰ کیلومتری جنوب میاندوآب و ۳۰ کیلومتری شمال شاهین دژ در کنار زرینه رود و رود آجرلو قرار دارد.

## جمعیت
جمعیت این شهر در سال۱395، برابر با 4128نفر و 1200خانوار بوده‌است.